# Brevolidia globosa
Brevolidia globosa är en insektsart som beskrevs av Nielson 1982. Brevolidia globosa ingår i släktet Brevolidia och familjen dvärgstritar. Inga underarter finns listade i Catalogue of Life.